# Lunde (Tønder Kommune)
 For alternative betydninger, se Lunde (flertydig). (Se også artikler, som begynder med Lunde)
Lunde er navnet på en lille bebyggelse i Randerup Sogn, der ligger på en lav sandet gestflade, cirka 1,5 km nordøst for Randerup kirke i Tønder Kommune.

## Lundes historie
Navnet Lunde dukker første gang op i skriftlige kilder sidst i 1400-tallet. Bebyggelsen kan dog udmærket være ældre, idet der er fundet spor af, at der har levet mennesker før og omkring vor tidsregnings begyndelse. Der er fundet stenøkser og bronzesværd i området langs med åen og også begravelsespladser fra forskellige tidsaldre.
Den lidt aflange gestplade, som bebyggelsen ligger på, er ikke ret stor. Den når kun en højde svarende til såkaldt kote 4, som er 4 m over gennemsnitsvandstanden i Vadehavet (også kaldet Dansk Normal Nul).. Området afgrænses mod syd af Spindborg mark. Grænseområderne er overalt lave marsk- og kærområder i kote 2 til 3.
Omkring år 1500 var der fem gårde i Lunde, tilsyneladende alle af samme størrelse – såkaldte "helgårde".
En helgårds part var som regel ansat til ca. 8 tdr. hartkorn. I Lunde svarede 1 tønde hartkorn til 5-6 hektar. Til sammenligning kan nævnes, at i Randerup by svarede 1 tønde hartkorn til ca. 8 ha. Forklaringen på forskellen er, at engarealer, hvor der kunne avles hø, blev anset for at være allermest værdifulde.
Peter Rantzau, der efter broderen Daniel Rantzaus død blev lensmand på Trøjborg, mageskiftede i 1579 med kronen, således at han mod at afgive bl.a. Vamdrup Hovedgård fik Trøjborg Slot med tilhørende bøndergods i eje. I det skøde, der blev udfærdiget, nævnes, at han bl.a. fik de fem gårde i Lunde. De fire af dem havde før hørt under Riberhus Slot, medens den femte havde hørt under kapitlet i Ribe og sidst under kronen. Udskiftningen skal være sket i 1774, og umiddelbart derefter blev de første gårde frikøbt til selvejergårde. Det giver et lille fingerpeg om, at bønderne i Lunde i økonomisk henseende sandsynligvis var rimeligt godt kørende.
Med beliggenheden i "det åbne land" og uden diger var Lunde ret udsat ved stormfloder. Der er ingen tvivl om, at det gentagne gange har været et problem helt indtil Ballum-Astrupdiget blev bygget i 1914-19. Der fortælles om store og ødelæggende stormfloder helt tilbage i 1300-tallet, men den første sikre beskrivelse, der findes, beskriver stormfloden i 1634, der bl.a. var meget hård ved Lunde-gårdene og deres beboere. I Lø Herreds tingbog berettes det om stormfloden i 1634, at næsten alle gårde i Lunde blev ødelagt "neden bjælker". Det skal forstås sådan, at murene blev skyllet væk og dermed som regel også alt bohave, foder og besætning.
Efter den tids byggeskik var det ikke murene, der var bærende for taget, idet man netop af hensyn til stormflodsfaren i disse egne byggede med en tømmerkonstruktion, der var bærende for taget, kaldet højremskonstruktion, hvorved man havde en chance for at bjerge sig på loftet. Men hvis stormen så også ødelagde tømmerkonstruktionerne, så det ikke godt ud.
Om det er det, der skete i 1634 i Lunde, ved man ikke, men det berettes, at to af gårdene blev helt skyllet bort, og alle beboerne druknede.
Den ene af disse gårde omtaltes i mange år som "den øde gård", hvilket betyder, at der ikke var nogen fæster på den. Den anden af disse gårde synes at være blevet genopbygget, om end i mindre omfang. I al fald fremgår det tydeligt, at efter den tid blev gårdene opdelt i en halvgård, et parcelsted og enkeltparceller, der dels blev drevet sammen med de resterende gårde i Lunde, dels fandt ejere uden for sognet.
Til sidst var der kun et jordløst hus og en mindre landejendom, som begge forsvandt omkring 1960-70.
I sidste halvdel af 1900-tallet er der blevet bygget to nye beboelseshuse, og omkring år 2000 er der sket det, at al jorden er blevet samlet omkring én ejendom, så i 2003 findes der reelt kun én gård med landbrugsdrift i Lunde.
|  | Denne artikel om lokaliteten Lunde (Tønder Kommune) kan blive bedre, hvis der indsættes et (bedre) billede. Du kan hjælpe ved at afsøge Wikimedia Commons for et passende billede eller lægge et op på Wikimedia Commons med en af de tilladte licenser og indsætte det i artiklen. |

55°05′52″N 8°44′40″Ø / 55.0978°N 8.7444°Ø
 Der er for få eller ingen kildehenvisninger i denne artikel, hvilket er et problem. Du kan hjælpe ved at angive troværdige kilder til de påstande, som fremføres i artiklen.